# Mirko Tomasović
Mirko Tomasović (Split, 6. studenoga 1938. – Zagreb, 7. svibnja 2017.), bio je hrvatski književni povjesničar, teoretičar, esejist, prevoditelj, romanist i pedagog. Najistaknutiji je hrvatski marulolog. Akademik je HAZU.

## Životopis
Mirko Tomasović rodio se je u Splitu 1938. godine. Rano djetinjstvo proveo je u Kučićima pokraj Omiša gdje je polazio četverorazrednu pučku školu a u Splitu polazio je klasičnu gimnaziju. Komparativnu književnost i francuski jezik studirao je na Filozofskome fakultetu u Zagrebu od 1959. do 1963. godine. Nakon završetka studija radio je na sinjskoj gimnaziji "Dinko Šimunović" i bio novinar u brodogradilištu Split. Godine 1979. doktorirao je radom o Mihovilu Kombolu. Od 1971. do 1999. godine bio je nastavnik na Odsjeku za komparativnu književnost na Filozofskome fakultetu u Zagrebu. Uređivao je časopise Vidik, Croatica i Colloquia Maruliana. Redoviti je član HAZU u Razredu za književnost od 18. svibnja 2000. godine.
Umro je u Zagrebu 7. svibnja 2017. godine. Pokopan je u utorak 9. svibnja 2017. godine na zagrebačkome groblju Mirogoju.

## Djela
- Komparatistički zapisi, Razlog-Liber, Zagreb, 1976.
- O hrvatskoj književnosti i romanskoj tradiciji, Mladost, Zagreb, 1978.
- Mihovil Kombol, Zavod za znanost o književnosti Filozofskog fakulteta - Sveučilišna naklada Liber, Zagreb, 1978.
- Zapisi o Maruliću i drugi komparatistički prilozi, Logos, Split, 1984.
- Analize i procjene, Književni krug, Split, 1985.
- Tradicija i kontekst: komparatističko - kroatističke teme, August Cesarec, Zagreb, 1988.
- Perpetuus Augustus: hommage a August Šenoa: 1838 - 1881, Biblioteka Tempora, sv. 5, Edition Biškupić, Zagreb, 1988.
- Marko Marulić Marul, Zavod za znanost o književnosti Filozofskog fakulteta - Liber, Zagreb, 1989.
- Poeti i začinjavci: studije i eseji o hrvatskim pjesnicima, Matica hrvatska, Dubrovnik, 1991.
- Komparatističke i romanističke teme, Književni krug Split, Split, 1993.
- Slike iz povijesti hrvatske književnosti, Matica hrvatska, Zagreb, 1994.
- Judita Marka Marulića, Biblioteka Ključ za književno djelo, kolo 2, knj. 1, Školska knjiga, Zagreb, 1994.
- Marco Marulić Marulus, Laghi di Plitvice, Lugano, 1994.
- Dinko Ranjina - Philippe Desportes: an adventure story, The bridge collection: classical and contemporary Croatian writers, 6, Društvo hrvatskih književnika, Zagreb, 1994.
- Sedam godina s Marulom: Marulićev ljetopis I. - VII.: (kolovoz 1988. - kolovoz 1995.), Književni krug Split, Split, 1996.
- Traduktološke rasprave, Zavod za znanost o književnosti, Zagreb 1996.
- Marko Marulić - Marcus Marulus, Marulianum - AMCA, Split - Paris, 1996.
- Od Vrlike do Lisabona: (komparatistički interventi), Matica hrvatska, Sinj, 1998.
- Marko Marulić Marul: monografija, Erasmus naklada - Književni krug - Zavod za znanost o književnosti, Zagreb-Split, 1999.
- Nove godine s Marulom, Književni krug, Marulianum, Split, 2000.
- Prepjevni primjeri, Ceres, Zagreb 2000.
- Marulološke rasprave: 2000. – 2001., Konzor, Zagreb, 2002.
- Domorodstvo i europejstvo: rasprave i refleksije o hrvatskoj književnosti XIX. i XX. stoljeća, Hrvatska sveučilišna naklada, Zagreb, 2002.
- Vila Lovorka: studije o hrvatskom petrarkizmu, Književni krug, Split, 2004.
- Mihovil Kombol 1883. – 1955.: (monografija o opusu), Disput, Zagreb, 2005.
- Lijepa naša književnost, Matica hrvatska, Zagreb, 2005.
- Tragom struke: od Petrarke do Lamartinea; od Marulića do Hergešića, Erasmus naklada, Zagreb, 2006.
- La divina traduzione, Hefti - Universita de Trieste, Milano, 2006. (suautorica Ljiljana Avirović)
- Nove slike iz povijesti hrvatske književnosti, Matica hrvatska, Zagreb, 2008.
- Domaća tradicija i europski obzor: izabrane rasprave o hrvatskoj književnosti, Književni krug Split, Split, 2009.
- Qual è colui che forse di Croazia... Dante, Paradiso. XXXI, 103-108. Romanističke studije i eseji, Društvo hrvatskih književnika, Zagreb, 2010.
- Neznane i neznani: kroatistički prinosi, Konzor – Jesenski i Turk, Zagreb, 2011.
- Raspre i rasprave, Matica hrvatska, Zagreb, 2012.
- Miscellanea: rasprave, ogledi, članci, Ex libris, Zagreb, 2013.
- Hrvat u Empireju, Naklada Bošković, Split, 2017.
- Opat Alberto Fortis u obrani "Vlaja": studije i rasprave, Ex libris, Zagreb, 2017.
- Pabirci, ur. Valter Tomas, Sveučilište u Zadru, Zadar, 2017.
- Kroatističke i romanističke prouke i portreti, Leykam international, Zagreb, 2018.

## Nagrade i priznanja
- 1974.: Nagrada Društva hrvatskih književnih prevodilaca
- 1989.: Godišnja nagrada "Božidar Adžija" Sabora SRH
- 1996.: Nagrada Talijanskog instituta u Zagrebu
- 1997.: Nagrada Hrvatske akademije znanosti i umjetnosti
- 1997.: Nagrada Filozofskog fakulteta u Zagrebu
- 2000.: Nagrada Judita Društva hrvatskih književnika
- 2000.: Godišnja državna nagrada za znanost.
- 2003.: Nagrada društva hrvatskih književnih kritičara "Julije Benešić"
- 2005.: Godišnja Nagrada (Nagrada Medalja kulture Ministarstva kulture Republike Hrvatske) Splitko-dalmatinske županije
- 2005.: Nagrada Judita Društva hrvatskih književnika
- 2006.: Nagrada grada Omiša
- 2008.: Nagrada grada Omiša
- 2008.: Nagrada DKH za esejistiku
- 2008.: Nagrada Zvane Črnja, za Nove slike iz povijesti hrvatske književnosti.[7]
- 2008.: Nagrada Iso Velikanović, za životno djelo
- 2009.: Plaketa "Dobrojutro, more", s pjesničkih susreta u Podstrani
- 2010.: Nagrada "Mihovil Kombol" Matice hrvatske
- 2010.: Nagrada "Kiklop" Sajma knjiga u Puli
- 2012.: Nacionalna nagrada za prijevod. Nagradilo ga je talijansko Ministarstvo kulture zbog njegova prijevoda epa Torquata Tassa, Oslobođeni Jeruzalem.[8]
- 2013.: Godišnja nagrada Iso Velikanović, za prijevod epa Luzitanci Luisa Vaza de Camõesa[9]
- 2014.: Godišnja nagrada Iso Velikanović, za najbolji književni prijevod za spjev Luzitanci Luísa Vaza de Camõesa.[10]

## Vanjske poveznice
- HAZU Osobne stranice
- Valter Tomas, U sjećanje. Akademik HAZU, prof. dr. sc. Mirko Tomasović (Split, 1938. – Zagreb, 2017.) // Croatica et Slavica Iadertina, sv. 13/2, br. 13, (2017.), str.   367. – 370., (Hrčak)
- Mirko Tomasović, Jovan Splavić, "ponovljen", izbor iz studije Raspre i rasprave, matica.hr